# Мужун И
Мужун И (кит. 慕容顗, пиньинь Mùróng Yǐ, ?—386) — сяньбиец, правитель государства Западная Янь.

## Биография
Отцом Мужун И был Мужун Хуань, который носил титул «Идуский князь» (宜都王) и являлся сыном основателя государства Ранняя Янь Мужун Хуана.
В 370 году Ранняя Янь была уничтожена государством Ранняя Цинь, и большинство сяньбийцев были переселены во внутренние циньские земли. В 384 году сяньбийцы восстали, и Мужун Чун провозгласил себя императором государства Западная Янь. В 385 году он взял циньскую столицу Чанъань. Несмотря на то, что сяньбийцы хотели вернуться на восток в свои родные земли, Мужун Чун решил остаться в Чанъане, не желая присоединяться к дяде Мужун Чую, основавшему государство Поздняя Янь. Он попытался уговорить своих людей последовать своему примеру, однако не нашёл понимания. Весной 386 года генерал Хань Янь устроил дворцовый переворот, убил Мужун Чуна и посадил на престол генерала Дуань Суя, получившего титул «князь Янь» (燕王). Однако месяц спустя Мужун Хэн и Мужун Юн убили Дуань Суя и возвели на престол Мужун И.
После этого люди Западной Янь — около 400 тысяч мужчин и женщин — покинули Чанъань и двинулись из Гуаньчжуна на восток, в свои родные места. По пути, когда они были на землях современного Вэйнаня, брат Мужун Хэна Мужун Тао убил Мужун И, и на престол был возведён сын Мужун Чуна Мужун Яо.